# Harry Cordwell
Harry Cordwell (* 1922 in Barton upon Irwell, Lancashire, England; †  1995 in London Borough of Camden, England) war ein britischer Szenenbildner.

## Leben
Cordwell begann seine Karriere 1946 mit Schauspielrollen in einigen BBC-Fernsehproduktionen. Im darauf folgenden Jahr arbeitete er, ebenfalls für die BBC, erstmals als Szenenbildner. 1968 wirkte er erstmals im Filmstab an einem Spielfilm mit; für das Filmdrama Isadora wurde Vanessa Redgrave für einen Oscar als Beste Hauptdarstellerin nominiert. Nach einigen weiteren britischen Filmen und US-amerikanischen Koproduktionen, darunter Victor/Victoria, für die er seine erste Oscarnominierung erhielt, zog es Cordwell in die Vereinigten Staaten. Dort wurde er 1987 mit einem Emmy für sein Szenenbild für die Miniserie Society ausgezeichnet. Ein zweites Mal für den Oscar nominiert war er 1988 für Das Reich der Sonne.
Nach seinem letzten Film, Land der schwarzen Sonne, zog er sich 1990 aus dem Filmgeschäft zurück.

## Filmografie (Auswahl)

### Szenenbild
- 1970: Das Privatleben des Sherlock Holmes (The Private Life of Sherlock Holmes)
- 1974: Das Chaos-Duo (S*P*Y*S)
- 1976: Bugsy Malone
- 1978: Der Hund von Baskerville (The Hound of the Baskervilles)
- 1982: Victor/Victoria
- 1987: Das Reich der Sonne (Empire of the Sun)
- 1990: Land der schwarzen Sonne (Mountains of the Moon)

### Filmstab
- 1968: Isadora
- 1969: Liebende Frauen (Women in Love)
- 1977: Eine beispiellose Affäre (Nasty Habits)
- 1981: Kampf der Titanen (Clash of the Titans)
- 1981: Mel Brooks – Die verrückte Geschichte der Welt (History of the World, Part I)

## Auszeichnungen
- 1983: Oscar-Nominierung in der Kategorie Bestes Szenenbild für Victor/Victoria
- 1987: Primetime Emmy in der Kategorie Outstanding Art Direction for a Miniseries or a Special für The Two Mrs. Grenvilles
- 1988: Oscar-Nominierung in der Kategorie Bestes Szenenbild für Das Reich der Sonne